# Мікроквазар

Художня ілюстрація акреції на чорну діру

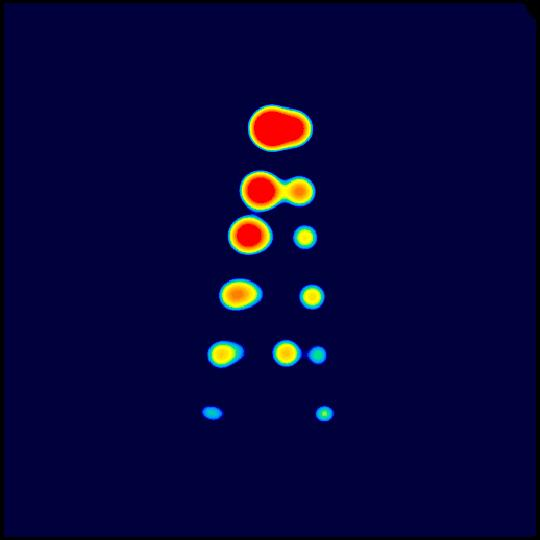
Радіовипромінюючі згустки мікроквазара GRS 1915 +105. Накладено зображення згустків, зроблені протягом ~ 1 місяця (зображення радіотелескопу VLA)

Мікроквазари — рентгенівські подвійні системи, в яких доволі масивний компактний залишок однієї зорі (нейтронна зоря або чорна діра) гравітаційно пов'язаний з іншою, звичайною зорею, яка рухається по тісній орбіті навколо першого компонента. Спостережувана картина дуже подібна до квазарів, де відбувається акреція речовини на надмасивну чорну діру в центрі галактики, за що об'єкти й отримали таку назву. 
Акреція речовини на нейтронну зорю або чорну діру супроводжується спорадичними викидами струменів зі швидкістю, близькою до швидкості світла (в окремих випадках складається враження, що швидкість надсвітлова) — т. з . джетами. 
Вперше назву «мікроквазар» було вжито щодо рентгенівського джерела Скорпіон X-1, що має струменеві радіовикиди, морфологічно дуже подібні з релятивістськими викидами радіояскравих квазарів. Іншим характерним прикладом мікроквазара є об'єкт SS 433.
Мікроквазари спостерігаються як змінні джерела в рентгенівському й радіодіапазоні: в рентгенівському діапазоні вони є компактними джерелами з над-еддінгтонівською світністю, а в радіодіапазоні — протяжними парними джерелами — це джети (згустки) з синхротронним механізмом випромінювання й релятивістськими швидкостями викидів. Час існування випромінюючих згустків у радіодіапазоні становить від декількох днів до декількох тижнів. Внаслідок компактності джерела́ рентгенівське випромінювання характеризується швидкою змінністю — час розвитку рентгенівського спалаху «класичних» мікроквазарів (GRS1915+105) становить лічені хвилин, при цьому в рентгенівському діапазоні спостерігаються квазіперіодичні осциляції з періодом у десятки секунд.